# 朱富胜 (沂南)

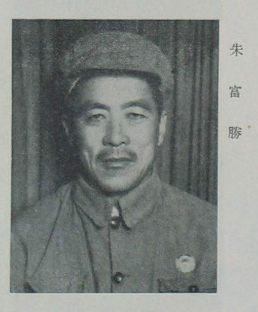

朱富胜（1906年6月—1992年）山东省沂南县大庄镇后交良村人，中华民国及中华人民共和国农民、政治人物。

## 生平
1906年6月，朱富胜出生在沂南县后交良村一个贫苦农民家庭。祖宗三代给地主种地。朱富胜从小就没有上学机会。1919年冬，13岁的朱富胜被雇给地主家“侍候学”（侍候地主家少爷学习），偷偷学了几个字。来年春天，当佃户的父亲因为生活所迫，不得不将“侍候学”的朱富胜抽下来，为地主干农活。
1938年，中共山东省委和山东抗日军政领导机关抵达沂蒙山区。在八路军山东纵队八支工作团的发动下，沂南县一带民众响应中共号召，纷纷投入抗日运动，各抗日团体纷纷成立，区、乡抗日民主政权陆续产生。1940年10月，朱富胜加入中国共产党，随后被选为后交良村村长。
1941年起，抗日战争进入最艰苦阶段。1941年冬，日伪军集结5万兵力，对沂蒙根据地实行“铁壁合围”大扫荡，无论是规模和时间还是手段之残忍，都堪称空前。朱富胜与东河村民兵英雄张秀海组织了20多人的游击小组，在沂河两岸开展联防，组织群众破坏公路和桥梁、埋设地雷、拆毁围墙、站岗放哨、传递情报，配合主力部队反“合围”、反“清剿”。在此次大扫荡中，八路军主力部队转移时，将18位山东公学学生及5支长枪、十多万斤粮食、一批军需物资留在了后交良村，上级交待由朱富胜负责掩护。后朱富胜被汉奸告发而被捕，在村内遭受日伪酷刑，腿骨被压折，但坚持没有说出山东公学学生及军需物资的情况。幸而张秀海等人率民兵游击小组在组织营救，日伪军逃走，朱富胜幸存。扫荡后，日伪在后交良村的附近各村设立据点、碉堡。朱富胜率领民兵与日伪军展开斗争。一次，薛庄据点的6个日军士兵和20多个汉奸企图到后交良村抢粮，朱富胜率民兵与敌人打了“三出三进”，朱富胜打死汉奸7名，打死日军军马1匹，粉碎了日伪军的抢粮图谋。在抗日战争时期，朱富胜率民兵同日伪军进行过200多次战斗，根据地的报刊上不断表彰朱富胜的事迹。
抗日战争时期，中共在根据地农村开展减租减息（“双减”）运动。朱富胜当选为后交良村村长后，领导全村开展“双减”。1941年秋，后交良村首次实行“五一”减租，受到部分地主反对，不久大扫荡开始，个别佃户不敢支持减租减息，结果出现“明减暗不减”现象。1942年春，八路军接连取得反扫荡胜利，朱富胜便率领全村坚决执行“双减”政策。1942年秋，朱富胜领导22家佃户彻底废除“老窝种”（收获后先从佃户处扣下部分种子粮）、“青草粮”（佃户给地主一定量青草用于喂牛），实行“二五减租”，全村彻底实行了“查租退粮”。于是，全村31户贫农和佃户从过去占地260亩增至510亩。
1941年和1942年，因日伪军进攻和国民党的封锁，以及华北各地自然灾害严重，根据地经济出现极大困难。1942年冬，中共中央在延安发出开展大生产运动的号召。1943年冬，毛泽东在陕甘宁边区劳动英雄大会上作了《组织起来》的讲演。朱富胜响应中共中央和毛泽东的号召，积极投身互助合作运动，率先领导成立了一个变工组，随后全村很快成立13个变工组，组成了一个变工队，朱富胜当选为变工队长。朱富胜领导变工队创造了很多经验。他还帮后交良村附近的3个村庄组织了变工互助组。中共鲁中区党委编印了变工互助的小册子《典型示范，普遍发展》，在鲁中区宣传后交良村的经验。《大众日报》、《鲁中大众》也接连宣传。在变工互助的基础上，朱富胜又第一个成立了农业合作社。他还注意劳武结合，生产与学习结合。他和村里的青年民兵一起，只用一个夏季便开荒40亩，秋季收获6000余斤粮食，轰动了周边各村。在后交良村影响下，根据地的大生产运动热烈开展起来，各地的比赛生产的挑战信接连寄到后交良村，记者来采访后交良村的事迹，画家为朱富胜画像。
1940年当选为村长后，朱富胜发动群众支援抗战。当时有地主收买旧闾长，以同朱富胜作对，使抗战支前工作无法开展。有一次朱富胜实在找不到人，便独自将18车给养一车一车送到15华里外的大峪村。这一行动感动了全村群众，朱富胜趁机发动群众同旧庄长、旧闾长算帐，算出4800余斤麦子，从而打开了抗战支前工作的局面。随后朱富胜动员9位青年村民参军，为一个抗属家赎回了典出的4亩地，还组织抗属子弟上小学。群众更加积极地支援前线。
1945年1月，朱富胜获评为鲁中劳动英雄。1945年，当选为山东省鲁中南解放区人民代表，赴延安参加边区人民政府成立大会。
1945年底，朱富胜当选鲁中第一名劳动英雄之前，便已是经常见报的知名人物。朱富胜兴起的家庭会，在根据地非常出名。他家是有9口人的大家庭，母亲本来有很重的家长作风，但被选为家庭会主席后，先是送次子参军，又支持朱富胜的妻子朱大嫂参加各类活动、当了生产模范。朱大嫂和马大爷带队到前线慰问，受到山东省抗日政府主席黎玉接见。在家庭会上，朱大娘每次都称朱大嫂为“儿媳妇同志”，朱大嫂发言时则先说“报告娘主席”，她俩的对话是这样的：“报告娘主席，儿媳妇有言发！”“儿媳妇同志，你发言吧！”
《鲁中大众》报开展了工农通讯运动，受到新华社总社的赞扬。该报社直接联系的工农通讯员三千多人，朱富胜是其中之一，经常为报社发稿。他还在报上发表高跷剧剧本《男女老少大变工》，唱词生动有趣，很多村庄都曾排演过。
解放战争期间，朱富胜率3000多人的担架团圆满完成了支前任务，该团获授“华东第一模范担架团”称号。1948年12月，朱富胜任沂南县副县长。1949年，赴北平参加新政治协商会议筹备会。1949年9月被选为中国人民政治协商会议第一届全体会议候补代表。1949年10月1日，朱富胜登上天安门城楼，参加了中华人民共和国开国大典。
中华人民共和国成立后，1950年4月11日，朱富胜被中央人民政府任命为华东军政委员会土地改革委员会委员。1951年，参加山东省各界人民代表会议筹备会，当选为山东省各界人民代表会议代表。1952年，当选为中国人民政治协商会议山东省委员会委员；1982年继任中国人民政治协商会议山东省委员会委员。1953年，被选为中国人民赴朝慰问团山东分团副团长。在全国慰问团团长贺龙的率领下，到朝鲜慰问中国人民志愿军。在社会主义革命和社会主义建设中，朱富胜两次参加全国先进生产者代表会议，被国务院授予“全国劳动模范”称号。1961年后，曾任沂南县县长、沂南县革命委员会副主任、沂南县政协主席等职。1985年离休。
1992年，朱富胜逝世。